# Авијацијски напад
Авијацијски напад (рус. авиационное наступление) је војни термин за дејство авијације у оквиру офанзиве, да би се неутралисала непријатељска авијација и уништили циљеви по цијелој дубини одбране. Термин настаје у совјетском РВ током Другог свјетског рата. 
Основни циљ а. је постизање превласти у ваздуху и подршка јединица копнене војске током напада. Дијели се на два периода - авијацијску припрему напада и авијацијску подршку напада.
Послије Другог свјетског рата термин полако нестаје из војне литературе.